# Гибадуллина, Лилия Фаисовна
Лилия Фаисовна Гибадуллина (тат. Лилия Фаис кызы Гыйбадуллина; род. 22 марта 1987, Азметьево, Актанышский район, Татарская АССР, РСФСР, СССР) ― российская поэтесса и писательница, член Союза писателей Республики Татарстан, лауреат премии Сажиды Сулеймановой (2021).

## Биография
Лилия Фаисовна Гибадуллина родилась в селе Азметово в семье лесника, мать ― медсестра в больнице. Поэтические способности Лилии происходят от далекой бабушки Насимы Исмагиловны из старинного дворянского рода. Талант девушки неожиданно раскрылся в ходе конкурса, организованного редакцией, посвященной Гамилю Афзалу.
На фестивале имени Нура Баяна в 2002, 2003 годах получила место, на конкурсе молодых писателей «Иделем акчарлага»-Гран-при в 2003 году, награду второго года. Победитель республиканской научной олимпиады по татарской литературе (2003, 2004), конкурса мастеров художественного слова (2003). В 2004 году Лилия с серебряной медалью окончила Такталачинскую среднюю школу и была принята без экзаменов на факультет татарской филологии и истории КГУ, который через 5 лет окончила с красным дипломом.
Во время учёбы была принята в члены Союза писателей.
Работала в Набережночелнинском управлении образования, в журнале «Майдан», сейчас является редактором газеты «Халкым мене». Заочно училась в аспирантуре МГУ. Ещё учась в школе, в 2004 году в Казанском издательстве «Магариф» вышел поэтический сборник «Я вижу счастье». 30 июля 2010 года сменила фамилию с Гибадуллиной на Сирееву: со стороны матери коренная жительица деревни Калмаш Актанышского района, уроженка деревни Кузкеево Тукаевского района, уроженка деревни Кампинос Ильгама Яра.

## Произведения
Автор нескольких сборников.
- Поэтический сборник "Я вижу счастье " (2004)
- Сборник стихов « Возвращение»

## Награды, почетные звания
- 2003 ― Гран-при конкурса молодых писателей «Иделем акчарлага»
- 2021 ― премия Сазиды Сулеймановой за сборник стихов «Возвращение»